# The Hollywood Knights
Pour plus de détails, voir Fiche technique et Distribution.
The Hollywood Knights est un film américain réalisé par Floyd Mutrux, sorti en 1980.

## Synopsis
Les Hollywood Knights, un groupe de lycéens mené par Newbomb Turk, sont furieux que leur repaire favori ait été détruit pour être remplacé par un immeuble de bureaux. Le soir d'Halloween 1965, ils décident de se venger de l'association de résidents de Beverly Hills responsable de cela en organisant diverses farces à leur intention. 

## Fiche technique
- Réalisation : Floyd Mutrux
- Scénario : Floyd Mutrux, Richard Lederer et William Tennant
- Photographie : William A. Fraker
- Montage : Stanford C. Allen et Scott Conrad
- Sociétés de production : Casablanca Filmworks et Polygram Filmed Entertainment
- Pays de production :  États-Unis
- Langue originale : anglais
- Format : couleur - 1,85:1 - son mono
- Genre : comédie
- Durée : 91 minutes
- Date de sortie : 
  - États-Unis : 30 mai 1980

## Distribution
- Robert Wuhl : Newbomb Turk
- Tony Danza : Duke
- Fran Drescher : Sally
- Michelle Pfeiffer : Suzie Q
- Stuart Pankin : Dudley Laywicker
- Leigh French : Jacqueline Freedman
- Randy Gornel : Wheatly
- Gary Graham : Jimmy Shine
- Sandy Helberg : Officier Clark
- James Jeter : Smitty
- Debra Feuer : Cheetah
- P.R. Paul : Simpson
- Gailard Sartain : Bimbeau

## Accueil
Le film a rapporté 10 000 000 $ au box-office américain.